# Charles Dalmorès
Charles Dalmorès, właśc. Henri Alphonse Boin (ur. 1 stycznia 1871 w Nancy, zm. 6 grudnia 1939 w Los Angeles) – francuski śpiewak operowy (tenor) oraz waltornista.

## Życiorys
Studiował śpiew i grę na rogu w rodzinnym Nancy, a następnie w Konserwatorium Paryskim, które ukończył w 1890 roku z I nagrodą w grze na rogu. W latach 1890–1894 grał na rogu w orkiestrach Concerts Colonne i Concerts Lamoureux. Od 1894 roku prowadził klasę gry na tym instrumencie w konserwatorium w Lyonie. Na scenie operowej zadebiutował w 1899 roku w Rouen rolą tytułową w Zygfrydzie. W kolejnych latach śpiewał w Théâtre de la Monnaie w Brukseli (1900–1906), Covent Garden Theatre w Londynie (1904–1905 i 1909–1911), Manhattan Opera House w Nowym Jorku (1906–1910) oraz w operze w Chicago (1910–1918).
Specjalizował się w rolach wagnerowskich, wykonywał też partie z oper Meyerbeera, Bizeta, Charpentiera, Saint-Saënsa i R. Straussa.